# Edward Dębicki
Edward Dębicki (ur. 4 marca 1935 w Kałuszu) – poeta, akordeonista, kustosz kultury cygańskiej, autor i kompozytor widowisk muzycznych, współtwórca scenariuszy filmowych i muzyki filmowej oraz autor ponad 200 pieśni i piosenek. 

## Życiorys
Jest synem Władysława Krzyżanowskiego i Franciszki Raczkowskiej. Po wojnie rodzina przybrała nowe nazwisko – Dębicki. Dzieciństwo spędził w grupie romskiej podróżującej po Podolu, Wołyniu i okolicach Wilna, w tym samym taborze, w którym przebywała cygańska poetka, Bronisława Wajs-Papusza.
W 1953 r. ukończył klasę akordeonu Państwowej Szkoły Muzycznej I i II Stopnia w Gorzowie Wielkopolskim. W 1955 r. założył w Gorzowie Wielkopolskim założył cygański zespół Kham, który po kilku miesiącach przemianował na Cygański Teatr Muzyczny „Terno”. Dzięki Dębickiemu od 1989 r. w Gorzowie Wielkopolskim są organizowane Międzynarodowe Spotkania Zespołów Cygańskich „Romane Dyvesa”. W 1995 r. utworzył Stowarzyszenie Twórców i Przyjaciół Kultury Cygańskiej im. Bronisławy Wajs-Papuszy. W 1997 r. był konsultantem ds. cygańskich oraz zagrał rolę Victora w filmie Farba. 
Członek Stowarzyszenia Autorów ZAiKS oraz Związku Polskich Autorów i Kompozytorów ZAKR.
Najbardziej znaną kompozycją Edwarda Dębickiego to muzyka do tekstu piosenki Jonasza Kofty Idź swoją drogą, za wykonanie której Edyta Geppert w 1995 r. zdobyła Grand Prix na XXXII Krajowym Festiwalu Piosenki Polskiej w Opolu.
W 1993 r. został wydany tomik jego poezji Pod gołym niebem. W 2004 r. wydano książkę jego autorstwa Ptak umarłych, która opisuje tragedię rodzin cygańskich na Wołyniu podczas II wojny światowej.
W 2013 r. Piotr Wójcik zrealizował film dokumentalny pt. Choć raz zobacz, jak się kręcą tylne koła wozu. Edward Dębicki, który opowiada o życiu i twórczości Edwarda Dębickiego. W 2019 r., w 85. rocznicę urodzin oraz w 65. rocznicę pracy twórczej i artystycznej, ukazała się książka pt. Kustosz cygańskiej pamięci. Księga dedykowana Edwardowi Dębickiemu.

## Odznaczenia, nagrody i wyróżnienia
- 1986: Srebrny Krzyż Zasługi
- 1990: Doroczna nagroda Gorzowskiego Towarzystwa Kultury
- 2005: Srebrny Medal „Zasłużony Kulturze Gloria Artis”[7]
- 2005: Honorowy Lubuski Wawrzyn Literacki za książkę pt. Ptak umarłych[8]
- 2005: Motyl - Nagroda Kulturalna Prezydenta Miasta Gorzowa Wielkopolskiego
- 2007: tytuł Honorowego Obywatela Miasta Gorzowa Wielkopolskiego
- 2012: tytuł Honorowego Obywatela Województwa Lubuskiego
- 2012: Złoty Medal „Zasłużony Kulturze Gloria Artis”[9]
- 2013: Nagroda Kulturalna Marszałka Województwa Lubuskiego
- 2016: Nagroda honorowa „Świadek Historii” przyznana przez Instytut Pamięci Narodowej[10]
- 2020: Nagroda specjalna ZAiKS-u[11]
- 2025: Krzyż Oficerski Orderu Odrodzenia Polski[12]

Źródło:.